# Nukulaelae
Nukulaelae é um dos nove atóis de Tuvalu, tem uma população de 393 habitantes. Tem forma oval e consiste de 15 ilhéus.

## Política
Nukulaelae é um dos oito eleitorados em Tuvalu. Ao contrário das outras sete, elege somente um membro do Parlamento, sendo que as outras elegem dois. Após a Eleição geral de Tuvalu de 2010, seu representante é Namoliki Sualiki, sendo reelegido com sucesso.

## Pessoas notáveis
Bikenibeu Paeniu, (1956-): Primeiro Ministro de Tuvalu, representa Nukulaelae no Parlamento de Tuvalu.